# شينيا توميتا
شينيا توميتا (باليابانية: 冨田 晋矢) (8 مايو 1980 في كيوتو في اليابان – )؛ هو لاعب كرة قدم ياباني سابق كان يلعب كلاعب وسط.

## وصلات خارجية
- شينيا توميتا على موقع رابطة كرة القدم اليابانية للمحترفين (اليابانية)
- شينيا توميتا على موقع قاعدة بيانات كرة القدم.إي يو (الإنجليزية)
- شينيا توميتا على موقع عالم كرة القدم.نت (الإنجليزية)